# Ary Abittan
Ary Abittan (Parigi, 31 gennaio 1974) è un attore e umorista francese.

## Biografia
È nato a Parigi da famiglia ebraica sefardita. Il padre è originario del Marocco, la madre della Tunisia. Trascorse parte della sua giovinezza tra Garges-lès-Gonesse e Sarcelles.

## Vita privata
Abittan è stato sposato dall'età di 24 anni con Sylvie Jorno, da cui ha divorziato un decennio dopo. Ha tre figlie: Lena, Romy e Netty. Dal 2020 ha una relazione con Sarah-Line Attlan.

## Filmografia parziale

### Cinema
- Tu peux garder un secret?, regia di Alexandre Arcady (2008)
- Coco, regia di Gad Elmaleh (2009)
- Troppo amici (Tellement proches), regia di Olivier Nakache e Éric Toledano (2009)
- Tout ce qui brille, regia di Géraldine Nakache e Hervé Mimran (2010)
- La Fête des voisins, regia di David Haddad (2010)
- Fatal, regia di Michaël Youn (2010)
- De l'huile sur le feu, regia di Nicolas Benamou (2011)
- Dépression et des potes, regia di Arnaud Lemort (2012)
- Vive la France, regia di Michaël Youn (2013)
- Hôtel Normandy, regia di Charles Nemes (2013)
- La grande boucle, regia di Laurent Tuel (2013)
- Non sposate le mie figlie! (Qu'est-ce qu'on a fait au Bon Dieu?), regia di Philippe de Chauveron (2014)
- Robin des Bois, la véritable histoire, regia di Anthony Marciano (2015)
- I visitatori 3 - Liberté, egalité, fraternité (Les Visiteurs : La Révolution), regia di Jean-Marie Poiré (2016)
- Débarquement immédiat!, regia di Philippe de Chauveron (2016)
- Benvenuti a casa mia (À bras ouverts), regia di Philippe de Chauveron (2017)
- Madame, regia di Amanda Sthers (2017)
- Je vais mieux, regia di Jean-Pierre Améris (2017)
- Non sposate le mie figlie! 2 (Qu'est-ce qu'on a encore fait au Bon Dieu?), regia di Philippe de Chauveron (2019)
- La Vertu des impondérables, regia di Claude Lelouch (2019)
- L'amour c'est mieux que la vie, regia di Claude Lelouch (2021)
- Riunione di famiglia - Non sposate le mie figlie! 3 (Qu'est-ce qu'on a tous fait au Bon Dieu?), regia di Philippe de Chauveron (2021)

### Televisione
- Imparare ad amarti (Apprendre à t'aimer), regia di Stéphanie Pillonca – film TV (2020)

## Doppiatori italiani
- Ruggero Andreozzi in Non sposate le mie figlie!, Non sposate le mie figlie! 2, Riunione di famiglia - Non sposate le mie figlie! 3
- Stefano Andrea Macchi in Benvenuti a casa mia
- Andrea Lavagnino ne I Visitatori 3 - Liberté, egalité, fraternité
- Enrico Di Troia in Troppo amici
- Simone D'Andrea in Imparare ad amarti